# Lac Bellinger
Pour les articles homonymes, voir Bellinger.
Le lac Bellinger est plan d'eau douce traversé par la rivière Rupert, coulant dans Eeyou Istchee Baie-James (municipalité), en Jamésie, dans la région administrative du Nord-du-Québec, dans la province de Québec, au Canada.
 
La surface du lac Bellinger est habituellement gelée de la fin octobre au début mai, toutefois la circulation sécuritaire sur la glace se fait généralement de la mi-novembre à la fin d'avril.
 

## Géographie
Le lac Bellinger comporte une longueur de 27 km d'une nature difforme en plusieurs parties, une largeur maximale de 2,4 km et une altitude de 347 m. Ce lac est surtout alimenté par la rivière Rupert (venant du nord-est) laquelle traverse en amont la baie Radisson, le lac Capichinatoune et lac Woollett. Le lac Bellinger est aussi alimenté par plusieurs décharges venant de lacs non identifiés.
 
La rivière Rupert traverse le lac Bellinger sur 38,8 km à partir du nord-est. Il coule au nord des grandes îles du Sud-Est, de l'Est, du nord-ouest et de l'ouest. À partir de sa source, le courant coule d'abord sur 20,2 km vers l'ouest en formant un grand W à cause de presqu'îles, et en traversant entre de nombreuses îles, jusqu'à un barrage séparant la partie Est de la partie Ouest du lac. De là, le courant poursuit vers le nord-ouest, jusqu'à un autre barrage à son embouchure.
Les principaux bassins versants voisins du lac Bellinger sont :
- côté nord : lac des Pygarques, rivière Rupert, lac Thereau, lac Woollett, lac Michaux, rivière Eastmain ;
- côté est : lac Capichinatoune, rivière Rupert, rivière Wabissinane, lac Fromenteau (rivière Wabissinane), lac Mistassini, lac Albanel ;
- côté sud : lac Larabel, lac Deroussel, lac Mistassini, rivière Natastan, rivière De Maurès ;
- côté ouest : rivière Rupert, lac Canotaicane, lac La Bardelière.

L'embouchure du lac Bellinger est localisée à :
- 62 km au nord-ouest du lac Mistassini ;
- 116,6 km au nord-ouest du centre du village de Mistissini (municipalité de village cri) ;
- 168,6 km au nord du centre du village de Chibougamau ;
- 64,9 km au nord-est de l'embouchure du lac Mesgouez lequel est traversé par la rivière Rupert ;
- 309,4 km à l'est de la confluence de la rivière Rupert et de la baie de Rupert[1].

L'embouchure du Lac Bellinger est située au nord-ouest ; le courant descend ensuite vers l'ouest, en suivant le cours de la rivière Rupert jusqu'à la baie de Rupert.

## Toponymie
Étienne Bellinger ou Bellenger qui était un marchand de Rouen (France), s'intéressait par le commerce des fourrures et des denrées alimentaires, notamment le poisson. En 1583, il explore le littoral au sud et à l'ouest du Cap-Breton afin de commercer avec les Amérindiens. Considérant que certains groupes autochtones représentaient une menace, il ne put ouvrir un comptoir de traite, noyau d'un futur établissement colonial. Néanmoins, ses expéditions permirent à Bellinger d'examiner de près les ressources forestières et minières de la région et de reconnaître géographiquement un vaste territoire comprenant le Cap-Breton, la baie Française (Baie de Fundy) et l'embouchure de la Penobscot.
À son retour en France, Bellinger dessina une carte qui fut présentée au cardinal de Bourbon, parrain de cette expédition avec le duc de Joyeuse, amiral de France. Ce toponyme est d'imposition récente. Le nom Lac Bellinger paraît sur la carte topographique Mistassini de 1945.Variante toponymique : Lac Three.
Le toponyme "lac Bellinger" a été officialisé le 5 décembre 1968 par la Commission de toponymie du Québec, soit à la création de cette commission.